# Kursaal (Rumelange)
Le Kursaal est la plus ancienne salle de cinéma du Luxembourg. Elle est située à Rumelange.

## Histoire
La salle est en exploitation ininterrompue depuis sa construction en 1908, à l'exception de quelques semaines en 1940, à la suite de la destruction de tous les immeubles de la rue des Martyrs par les tirs de l'artillerie française, le cinéma étant le seul immeuble à y avoir échappé. Il s'agirait du plus vieux cinéma du Luxembourg.
La programmation du Kursaal comprend aussi bien des films récents grand public que des films d'art et d'essai et des classiques.

## Fiche technique
- Capacité de la salle: 176 places
- Équipement: Projection 35 mm et numérique HD, son numérique
- Écran: 7m x 4m